# Canton du Mans-6
Le canton du Mans-6 est une circonscription électorale française du département de la Sarthe.

## Histoire
Un nouveau découpage territorial de la Sarthe entre en vigueur à l'occasion des premières élections départementales suivant le décret du 24 février 2014. Les conseillers départementaux sont, à compter de ces élections, élus au scrutin majoritaire binominal mixte. Les électeurs de chaque canton élisent au Conseil départemental, nouvelle appellation du Conseil général, deux membres de sexe différent, qui se présentent en binôme de candidats. Les conseillers départementaux sont élus pour 6 ans au scrutin binominal majoritaire à deux tours, l'accès au second tour nécessitant 12,5 % des inscrits au 1er tour. En outre la totalité des conseillers départementaux est renouvelée. Ce nouveau mode de scrutin nécessite un redécoupage des cantons dont le nombre est divisé par deux avec arrondi à l'unité impaire supérieure si ce nombre n'est pas entier impair, assorti de conditions de seuils minimaux. Dans la Sarthe, le nombre de cantons passe ainsi de 40 à 21.
Le canton du Mans-6 est formé de la commune d'Arnage, issue de l'ancien canton du Mans-Sud-Ouest, et d'une fraction de la commune du Mans. Il est entièrement inclus dans l'arrondissement du Mans. Le bureau centralisateur est situé au Mans.

## Représentation
| Période élective | Période élective | Mandat | Mandat   | Identité                 | Nuance | Nuance | Qualité                                                                              |
| ---------------- | ---------------- | ------ | -------- | ------------------------ | ------ | ------ | ------------------------------------------------------------------------------------ |
| 2015             | 2021             | 2015   | 2021     | Christophe Counil        |        | PS     | Conseiller général du canton du Mans-Sud-Est (1998-2015) 2e adjoint au maire du Mans |
| 2015             | 2021             | 2015   | 2021     | Isabelle Cozic-Guillaume |        | PS     | Attachée parlementaire                                                               |
| 2021             | 2028             | 2021   | en cours | Christophe Counil        |        | PS     | Conseiller sortant, professeur d'histoire-géographie                                 |
| 2021             | 2028             | 2021   | en cours | Isabelle Cozic-Guillaume |        | PS     | Conseillère sortante, attachée territoriale                                          |

### Résultats détaillés

#### Élections de mars 2015
À l'issue du 1er tour des élections départementales de 2015, deux binômes sont en ballottage : Christophe Counil et Isabelle Cozic-Guillaume (PS, 42,07 %) et Emmanuel Dubois et Virginie Dubois (FN, 29,19 %). Le taux de participation est de 46,64 % (9 056 votants sur 19 417 inscrits) contre 49,74 % au niveau départemental et 50,17 % au niveau national.
Au second tour, Christophe Counil et Isabelle Cozic-Guillaume (PS) sont élus avec 63,34 % des suffrages exprimés et un taux de participation de 47,49 % (5 156 voix pour 9 219 votants et 19 414 inscrits).

#### Élections de juin 2021
Le premier tour des élections départementales de 2021 est marqué par un très faible taux de participation (33,26 % au niveau national). Dans le canton du Mans-6, ce taux de participation est de 24,56 % (4 580 votants sur 18 647 inscrits) contre 29,78 % au niveau départemental. À l'issue de ce premier tour, deux binômes sont en ballottage : Christophe Counil et Isabelle Cozic-Guillaume (PS, 47,17 %) et Fabienne Chaize et Emmanuel Dubois (RN, 16,69 %).
Le second tour des élections est marqué une nouvelle fois par une abstention massive équivalente au premier tour. Les taux de participation sont de 34,36 % au niveau national, 30,67 % dans le département et 24,85 % dans le canton du Mans-6. Christophe Counil et Isabelle Cozic-Guillaume (PS) sont élus avec 75,25 % des suffrages exprimés (3 095 voix pour 4 634 votants et 18 650 inscrits),,.

## Composition
| Nom                             | Code Insee | Intercommunalité     | Superficie (km2) | Population (dernière pop. légale)                 | Densité (hab./km2) | Modifier                                    |
| ------------------------------- | ---------- | -------------------- | ---------------- | ------------------------------------------------- | ------------------ | ------------------------------------------- |
| Le Mans (bureau centralisateur) | 72181      | CU Le Mans Métropole | 52,81            | Fraction : 22 152 (2022) Commune : 145 182 (2022) | 2 749              | modifier les données · modifier les données |
| Arnage                          | 72008      | CU Le Mans Métropole | 10,76            | 5 463 (2022)                                      | 508                | modifier les données · modifier les données |
| Canton du Mans-6                | 7215       |                      |                  | 27 615 (2022)                                     |                    | modifier les données                        |

Le canton du Mans-6 comprend :
1. une commune entière,
2. la partie de la commune du Mans située au sud d'une ligne définie par l'axe des voies et limites suivantes : depuis la limite territoriale de la commune de Changé, route de Parigné, avenue du Docteur-Jean-Mac, rue Claude-Monet, rue Sonia-Delaunay, rue Jean-Bart, rue Raymond-Persigan, boulevard Georges-Clemenceau, boulevard Jean-Moulin, boulevard Pierre-Brossolette, pont de la Foucaudière, rue Denis-Papin, boulevard Jean-Jacques-Rousseau, avenue de Bretagne, ligne de chemin de fer du Mans à Tours, jusqu'à la limite territoriale de la commune d'Arnage.

## Démographie
En 2022, le canton comptait 27 615 habitants, en évolution de −2,16 % par rapport à 2016 (Sarthe : −0,25 %, France hors Mayotte : +2,11 %).
| 2013   | 2018   | 2022   |
| ------ | ------ | ------ |
| 28 298 | 28 203 | 27 615 |